# Courcelette-i katonai temető
A Corculette-i katonai temető (Corculette British Cemetery) egy első világháborús sírkert a franciaországi Courcelette közelében. Herbert Baker tervezte.

## Története
1916 szeptemberében heves harcok dúltak Corculette közelében. Szeptember 15-én a harckocsikkal támogatott 2. Kanadai Hadosztály 4. és 6. ezrede lerohanta a cukorgyár környéki külső német lövészárkokat, az 5. pedig a települést támadta. Miután a nemzetközösségi csapatok elfoglalták a falut, a német tüzérség megsemmisítette.
A területre először 1916 novemberében temettek. A sírkertet Mouquet úti temetőnek vagy Elsüllyedt úti temetőnek (Sunken Road Cemetery) nevezték. 1917 márciusáig használták, 74 katona maradványai kerültek földjébe. 1918. március 25-én Corurcelett német kézre került, majd a britek visszafoglalták augusztus 24-én. A háború után a sírkert területét jelentősen megnövelték, csaknem kétezer máshonnan exhumált katona földi maradványait szállították át oda, főleg olyanokét, akik a Courcelette és Pozières közelében folyó harcokban estek el különböző csatatereken.